# Vertrag von Bärwalde
Der Vertrag von Bärwalde (französisch Traité de Barwalde, schwedisch Fördraget i Bärwalde) wurde am 23. Januar 1631 mehr als zehn Jahre nach Beginn des Dreißigjährigen Krieges zwischen Frankreich und Schweden geschlossen. Mit diesem Abkommen wurde vereinbart, dass das Heer des protestantischen Schweden im Kampf gegen den deutschen Kaiser aus dem Hause der Habsburger durch finanzielle Zuschüsse aus dem katholischen Frankreich unterstützt werden sollte.

## Hintergrund
Das Eingreifen von Schweden in den Dreißigjährigen Krieg mit der Landung des Heeres auf Usedom am 24. Juni 1630 rettete die protestantischen Fürsten und Städte in Deutschland vor einer drohenden Niederlage. Der Zeitpunkt des Eingreifens des schwedischen Königs Gustav Adolf  markiert den Übergang vom Religions- zum Hegemonialkrieg. 
Dass sich nationalpolitische und religiöse Triebkräfte immer stärker überschnitten, zeigt die wachsende Aufmerksamkeit, die Frankreich an den Kämpfen im Reichsgebiet nahm. Der Lenker der französischen Politik, Kardinal Richelieu, hatte keine Bedenken, die protestantische Sache zu unterstützen, um die Vormachtstellung der Habsburger zu schwächen, von denen sich Frankreich zunehmend umzingelt sah. Daher war der schwedische König Gustav II. Adolf für Richelieu ein willkommenes Werkzeug im Kampf gegen das Haus Habsburg. Dagegen fühlte sich Gustav II. Adolf selbst als Verfechter des Protestantismus und er war das auch im Kampf gegen Kaiser Ferdinand II., den er als einen Kreuzzügler einschätzte. Gustav II. Adolf hatte aber immer auch die materielle Erstarkung Schwedens und die Beherrschung der Ostseeküste im Sinn. Damit war Gustav Adolf aus der Sicht des bodenständigen, lutherischen sächsischen Kurfürsten Johann Georg I. – ab 1631 im Bündnis mit Schweden – auch ein schwedischer Eindringling, der die Integrität des Reichs zerstören wollte. Dieses Spannungsverhältnis führte nach 1635 zum Bruch des Bündnisses, dem beide Seiten von Beginn an nicht vertrauten.
Im neumärkischen Bärwalde (heute Mieszkowice in Westpommern, Polen), südöstlich von Stettin, schlossen die Unterhändler Gustaf Graf Horn für Schweden und Hercule de Charnacé für Frankreich den lange vorgeplanten Vertrag, in dem sich Frankreich für zehn Jahre verpflichtete, sich mit insgesamt 400.000 Reichstalern an den schwedischen Kriegskosten zu beteiligen. Frankreich selbst wollte vorerst noch nicht mit eigenen Truppen militärisch in Deutschland eingreifen.

## Inhalt
Schweden verpflichtete sich, ein Heer von 30.000 Mann und 6.000 Reitern in das Reichsgebiet zu führen und diese Truppen zu unterhalten. Frankreich beteiligte sich an den Kosten mit zwei jährlichen Zahlungen an das schwedische Schatzamt zu jeweils 20.000 Reichstalern. Politisches Ziel war die Herstellung des territorialen Status quo im Reich vor Ausbruch des Dreißigjährigen Krieges.
Zu dem Bündnis sollten alle Staaten und Fürsten zugelassen werden. Um den deutschen Kaiser weiter zu isolieren, sollte mit dem Führer der Katholischen Liga, Herzog Maximilian I. von Bayern, Freundschaft geschlossen oder wenigstens Neutralität gewahrt werden. Die Religionsfreiheit der Reichsstände wurde anerkannt. Keiner der Verbündeten durfte ohne den anderen ein Abkommen treffen oder Frieden schließen.
Schon beim Abschluss des Vertrages hatte sich erwiesen, dass die tatsächlichen Unterhaltskosten eines Heeres dieser Größe einschließlich der Kosten für Material und Waffen mehr als fünfmal so hoch waren wie die im Vertrag genannte Summe. Damit war klar, dass sich das Heer auch aus dem Land ernähren musste.
Der Vertrag war zunächst auf fünf Jahre befristet, wurde aber bereits am 9. April 1633 zu Heilbronn bis zur „Herstellung eines festen Friedens“ erneuert.

## Auszug aus dem Vertrag von Bärwalde vom 23. Januar 1631
„Es soll ein Bund sein zwischen den [...] Königen von Schweden und Frankreich für die Verteidigung ihrer beiderseitigen, respective gemeinsamen Freunde, auch für die Sicherheit des Baltischen Meeres und des Ozeans, die Freiheit des Handels und die Wiederherstellung der unterdrückten Stände des Römischen Reiches und daß die Befestigungen und Bollwerke, die in den Häfen und an den Gestaden beider Meere [...] errichtet sind, zerstört und in den Stand gebracht werden, in dem sie zuletzt vor diesem deutschen Kriege gewesen sind.“
„Und da der Sinn der Gegenpartei einem gerechten Austrag [...] bis zu diesem Tage abgeneigt gewesen ist [...] so soll das Heil der gemeinsamen Freunde mit bewaffneter Hand durchgefochten werden.“
„Zu diesem Zwecke soll der König von Schweden 30.000 Mann zu Fuß und 6.000 Reiter auf seine Kosten nach Deutschland führen und halten. Der König von Frankreich Soll 400.000 Reichstaler jährlich [...] untrüglich zahlen und liefern [...]“
„Wenn es Gott gefällt, dem König von Schweden glücklichen Erfolg zu verstatten, wird er sich in Sachen der Religion nicht anders halten in besetzten und abgetretenen Gegenden als den Gesetzen und Bestimmungen des Reiches gemäß, und in den Gegenden, in denen sich die Übung der römischen katholischen Religion vorfindet, soll sie unangetastet bleiben.“